# Октябрьское трамвайное депо
Октябрьское трамвайное депо (по проекту и в начале строительства называлось Покровский трамвайный парк) — одно из трамвайных депо московского трамвая.

## История
Строительство Покровского трамвайного парка в Калитниках началось весной 1914 года первоначально как первое депо Московского метрополитена. Оно не было окончено из-за начавшейся Первой мировой войны. Строительство возобновилось в 1923 году. К ноябрю 1927 был построен производственный корпус трамвайного парка.
Торжественное открытие нового трамвайного парка состоялось 8 ноября 1927 года. Открытый в день 10-летия Октябрьской революции, парк заслуженно стал называться Октябрьским. К парку была проложена новая пассажирская линия по Большой Калитниковской улице. На этой линии стали эксплуатироваться 15 моторных вагонов типа Ф и 5 прицепных вагонов, переданных из трамвайного парка имени Русакова.
Октябрьский трамвайный парк продолжал достраиваться и вступил в строй полностью через два года. Он был рассчитан на эксплуатацию 200 трамвайных вагонов и имел полный набор необходимых мастерских. По тем временам парк отвечал самым современным требованиям транспортной техники.
В тяжёлые годы Великой Отечественной войны Октябрьское трамвайное депо ни на день не прерывало своей работы.
После окончания войны депо было реконструировано и одним из первых предприятий стало эксплуатировать трамвайные вагоны МТВ-82, разработанные конструкторским бюро завода СВАРЗ и выпускаемые Тушинским авиационным заводом.
Депо первым внедрило механизированную мойку и уборку вагонов, дневной осмотр и ревизионно-предупредительный ремонт (техническое обслуживание).
В 1960-е в клубе депо многие годы работал народный театр, детская музыкальная студия и эстрадный оркестр.
В феврале 2014 года сняты с эксплуатации вагоны 71-608К.
В рамках оптимизации структуры ГУП «Мосгортранс» депо в декабре 2015 года преобразовано в Трамвайную площадку № 4 Единого трамвайного филиала ГУП «Мосгортранс».
В конце декабря 2017 года начались поставки низкопольных трёхсекционных вагонов 71-931М «Витязь-М» после обновления этой моделью подвижного состава трамвайного депо имени Баумана. В конце марта 2019 года в депо прибыл последний из 125 вагонов. В 2020 году поступили ещё две партии по 10 вагонов, часть вагонов раннего выпуска была передана в депо имени Баумана.
| №  | Конечные пункты                           | Примечания |
| -- | ----------------------------------------- | ---------- |
| А  | Калитники — Чистые пруды                  |            |
| 1  | Чертаново Южное — Москворецкий рынок      |            |
| 16 | Чертаново Южное — Даниловская мануфактура |            |
| 49 | Нагатино — Даниловская мануфактура        |            |

## Подвижной состав
- Линейный: 71-931М «Витязь-М» — 135 вагонов
- Служебный: 71-608КМ, 71-617, Tatra T3, ГС-1, ГС-4, ВК-81Б, РШМв-1, ВТК-01